# Verordnung (EU) Nr. 1286/2014
Die Verordnung (EU) Nr. 1286/2014 (mit Langnamen Verordnung (EU) Nr. 1286/2014 des Europäischen Parlaments und des Rates vom 26. November 2014 über Basisinformationsblätter für verpackte Anlageprodukte für Kleinanleger und Versicherungsanlageprodukte) ist im Bankwesen eine EU-Verordnung zur Verbesserung des Anlegerschutzes und damit zur Stärkung des Vertrauens von Kleinanlegern in den Finanzmarkt. Für die verpackten Anlageprodukte für Kleinanleger und Versicherungsanlageprodukte lautet die englische Bezeichnung packaged retail and insurance-based investment products; deren Abkürzung PRIIP erklärt die im Deutschen häufig verwendete Kurzbezeichnung PRIIP-Verordnung.

## Entstehung
Die Verordnung ist Ende 2014 in Kraft getreten und seit 1. Januar 2018 anzuwenden. Das Datum des Inkrafttretens wurde auf Bitte der EU-Kommission vom EU-Parlament um ein Jahr verschoben.
Kleinanleger sollen für verpackte und versicherungsbasierte Anlageprodukte durch einheitliche Basisinformationsblätter (kurz BIB; englisch key information documents, kurz KID) die notwendigen Informationen erhalten, um eine fundierte Anlageentscheidung treffen zu können. Weiterhin soll damit die Vergleichbarkeit solcher Anlageprodukte untereinander erhöht werden.

## Details
Zu den verpackten Anlageprodukten für Kleinanleger und Versicherungsanlageprodukten (PRIIP) gehören im Wesentlichen:
- Strukturierte Finanzprodukte, etwa Versicherungen, Wertpapiere und Bankprodukte, in denen Optionsscheine enthalten sind;
- Finanzprodukte, deren Wert sich von Referenzwerten wie Aktien oder Wechselkursen ableitet (Derivate);
- Investmentfonds (geschlossene wie offene);
- Versicherungsprodukte mit Anlagecharakter, wie zum Beispiel kapitalbildende und fondsgebundene Lebensversicherungen und Hybrid-Produkte;
- Finanzinstrumente, die von Zweckgesellschaften ausgegeben werden.

Basisinformationsblätter (BIB) sollen nur wesentliche Informationen zu dem beschriebenen Finanzprodukt enthalten, dabei sollen sie für den Kunden lesbar bleiben und nicht zu umfangreich sein (maximal drei DIN-A4-Seiten). Insbesondere sollen enthalten sein:
- Informationen zu Art und Merkmalen des Produkts sowie zu dessen Zielmarkt,
- Auskunft über die Möglichkeit des Kapitalverlusts,
- Informationen zu Kosten und Risikoprofil des Produkts,
- Einschlägige Informationen zur Wertentwicklung,
- Sonstige spezifische Informationen, die für das Verständnis der Merkmale einzelner Produktarten notwendig sein können.

Die Pflicht zur Erstellung eines BIB liegt beim Hersteller des Finanzproduktes.
Vor allem mit Blick auf den Anlegerschutz besitzt die PRIIP-Verordnung korrespondierende Regelungen in der Finanzmarktrichtlinie und der Finanzmarktverordnung.

## Regulatorische und technische Standards
Die europäische Kommission veröffentlicht gemäß Artikel 30 regulatorische und technische Standards (RTS) als delegierte Rechtsakte, um die Inhalte der Basisinformationsblätter sowie Berechnungs- und Darstellungsmethoden weiter zu konkretisieren. Die vorgeschlagene Version vom 31. März 2016 wurde durch das EU-Parlament am 14. September 2016 abgelehnt. Daraufhin hat die EU-Kommission um eine Verschiebung des Inkrafttreten der Richtlinie (Artikel 34) gebeten.

## Auswirkungen und Kritik
Laut einer Untersuchung der für Versicherungen zuständigen Marktwächter der Verbraucherzentrale Hamburg bieten die Basisinformationsblätter (BIB) bei fondsgebundenen Rentenversicherungen dem Verbraucher jedoch keine ausreichende Orientierung. Die Verbraucherschützer hatten 2018 insgesamt 26 BIB zu fondsgebundenen Rentenversicherungen verschiedener Anbieter unter die Lupe genommen. Sie kritisieren ungenaue Angaben und fehlende Vergleichbarkeit der BIB innerhalb eines Produktsegments.
Am deutlichsten spürbar für Privatanleger ist eine mittelbare Auswirkung der Verordnung, und zwar hat sie zur Folge, dass es Finanzinstituten verboten ist, Kleinanlegern den Erwerb von Fonds aus Ländern außerhalb der EU zu ermöglichen, selbst im Rahmen von execution-only-Geschäften. Solche Fonds dürften theoretisch nur noch gehandelt werden, wenn der Anbieter ein Basisinformationsblatt bereitstellt, jedoch tun dies Anbieter außerhalb der EU mangels wirtschaftlichem Interesse so gut wie nie. Die Fachpresse hat die Verordnung daher vorwiegend als Wirtschaftsförderungsmaßnahme verstanden, die bewirkt, dass der europäische ETF-Markt gegenüber der US-Konkurrenz gestärkt wird.